# Sceloenopla unidentata
Sceloenopla unidentata es una especie de insecto coleóptero de la familia Chrysomelidae. Fue descrita científicamente en 1792 por Olivier.